# Vin de presse
Le vin de presse est un vin obtenu par pressurage du marc.
Lorsque la fermentation alcoolique est terminée, on soutire le liquide et le chapeau tombe au fond de la cuve. On presse le résidu pour en extraire le vin qu’il peut encore contenir. Les produits de ce pressurage sont vinifiés séparément pour faire un vin ordinaire, appelé vin de presse, souvent destiné à l’usage des ouvriers de la propriété.